# Pomponi Mela
Pomponi Mela o Mel·la - Pomponius Mela (llatí) - (mort el 45 dC), que va escriure al voltant del 43 dC, va ser el primer geògraf romà. Havia nascut a Tingentera (actual Algesires) i va transir al voltant d'un o quatre anys després de començar a escriure.
Va escriure una obra notable titulada De situ orbis o Chorographia, dividida en tres llibres, en els quals dona una relació de llocs, costums i art de diverses parts del món conegut, que si bé són poc originals i contenen bastants errors, constitueix una font notable per a la geografia de l'època, encara que s'hi tracta poc l'aspecte estadístic, administratiu i polític.
Va escriure el llibre entre els anys 41 i 44 i va viure a la primera meitat del segle i, en temps de Claudi.

## Biografia

Pomponi Mela

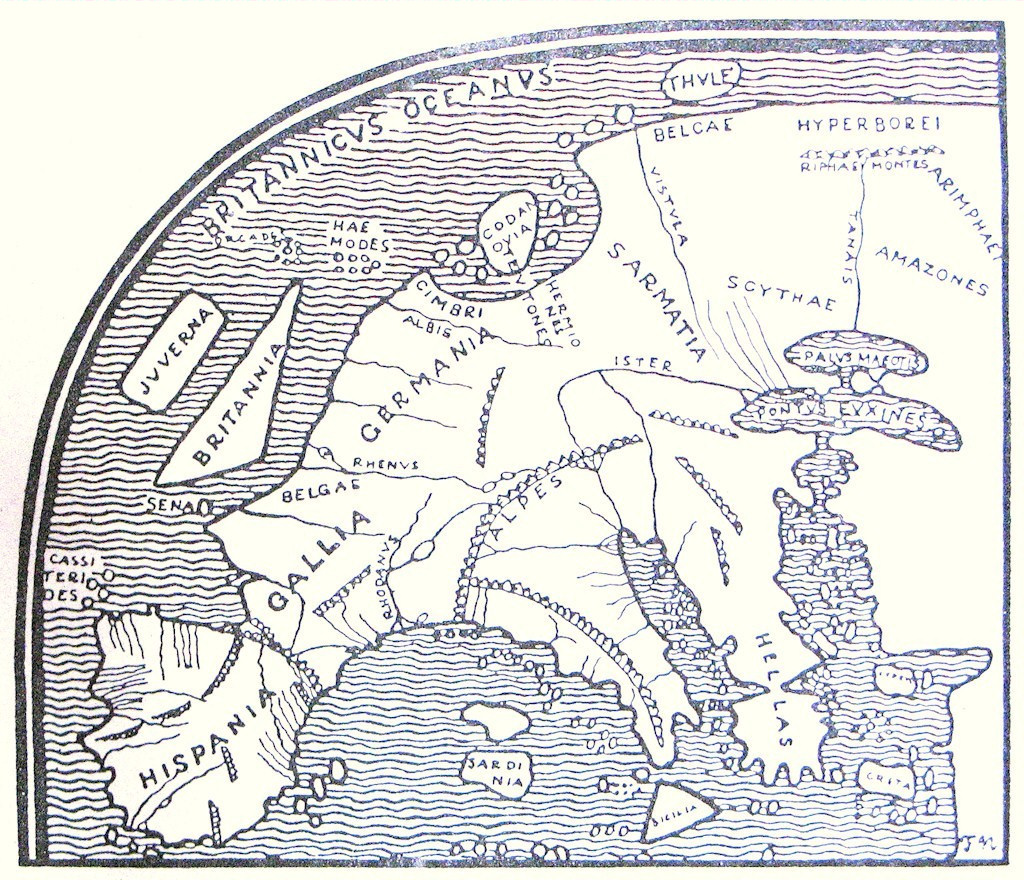
Descripció d'Europa per Pomponi Mela

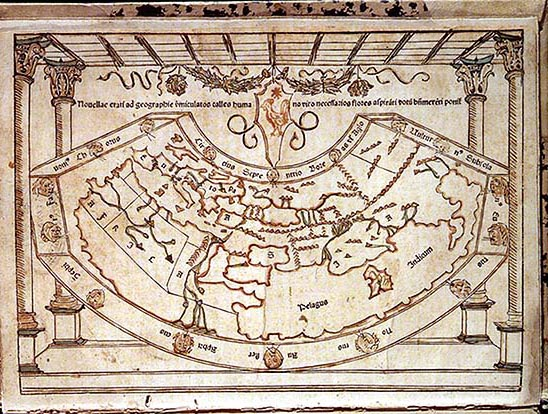
Representació del món, segons Petrus Bertius, basat en Pomponi Mela

Poc és conegut sobre l'autor, excepte el seu nom i lloc de naixement —havia nascut probablement a la Bètica o a la costa del nord d'Àfrica (Tingitana), ja que segons diu ell mateix era nascut en una vila de la badia d'Algesires de nom Tingetera o Cingetera (Mela II. 6, § 96; el text no es pot llegir ben bé, està corromput), que podria ser Tingis a la Tingitana. La data dels seus escrits pot ser aproximadament fixada per la seva al·lusió (III. 6 § 49) a una expedició britànica de l'emperador regnant, és gairebé segur que de Claudi l'any 43.
Que aquest passatge no pot referir-se a Juli Cèsar es posa de manifest per diverses referències als esdeveniments del regnat d'August, especialment a certs nous noms donats a les ciutats hispàniques. Mel·la ha estat sense probabilitat identificat per alguns amb Luci Anneu Mel·la de Corduba (l'actual Còrdova), fill del retòric Sèneca el Vell, i germà del filòsof Sèneca el Jove.

## Coneixement geogràfic
Els punts de vista generals del De situ orbis principalment coincideixen amb els d'escriptors grecs com Eratòstenes o Estrabó, encara que l'últim era probablement desconegut per a Mela. No obstant això, Pomponi és l'únic entre els antics geògrafs que, després de dividir la Terra en cinc zones, de les quals dues només eren habitables, afirma l'existència d'indígenes o habitants dels antípodes, que habiten a la zona temperada del sud (que és inaccessible per a la gent de les regions temperades del nord amb la calor insuportable de la cinta tòrrida d'intervenció). En les divisions i els límits d'Europa, Àsia i Àfrica, ell repeteix a Eratòstenes. Com feien tots els geògrafs clàssics des d'Alexandre el Gran (amb l'excepció de Ptolemeu), considera la mar Càspia com una branca del mar del Nord, corresponents als golfs persa i àrab (mar Roja) al sud.

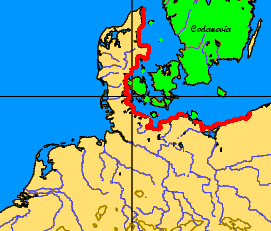
Les costes de Codanus sinus (sud-oest del mar Bàltic) en roig amb les seves nombroses illes en verd

Les seves concepcions índies són inferiors a les d'alguns escriptors antics grecs; segueix Eratòstenes en suposar que eix país ocupa l'angle del sud-est d'Àsia, on la costa tendeix cap al nord cap a Escítia, i llavors gira cap a l'oest fins a la mar Càspia. Com és habitual, situa les muntanyes Rifaenes i les Hiperbòries a prop de l'oceà escita. De l'Europa occidental, el seu coneixement (com era natural en un súbdit hispànic de l'Imperi Romà) era d'alguna manera posterior al dels esmentats geògrafs grecs.